# Балка Огіянова
Балка Огіянова — балка (річка) в Україні у Старобільському й Біловодському районах Луганської області. Права притока річки Євсуга (басейн Дону).

## Опис
Довжина балки приблизно 6,60 км, найкоротша відстань між витоком і гирлом — 6,33  км, коефіцієнт звивистості річки — 1,04 . Формується декількома балками та загатами.

## Розташування
Бере початок на східній стороні від села Шпотине. Тече переважно на південний схід через село Сенькове і на піденно-західній стороні від села Новоолександрівки впадає у річку Євсуга, ліву притоку річки Сіверського Дінця.

## Цікаві факти
- У XX столітті на балці існували декілька газових свердловин[2], а у XIX столітті — багато вітряних млинів[1].